# Имре Штајндл
Имре Штајндл (мађ. Steindl Imre; Пешта, 29. октобар 1839 — Будимпешта, 31. август 1902) је био мађарски архитекта из XIX века. Његови рани радови припадају историцизму, након чега се посветио стваралаштву у стиловима неоготике и неоренесанса. Поред нових дела, радио је и на обнови старих грађевина, а најпознатије дело му је Зграда мађарског парламента у Будимпешти.

## Биографија
Рођен је у Пешти, 29. октобра1839. године, а образовање је стицао у родном граду и Бечу. По окончаним студијама, вратио се у Будимпешту 1868. године и од 1870. године је радио као професор на Политехничкој академији.
Међу његове значајне радове спадају у Будимпешти:
- Зграда нове градске већнице у Будимпешти (неоготика/неоренесанса[а])
- Ветеринарски колеџ (неоренесанса)
- Технички универзитет (неоренесанса)
- Црква свете Елизабете

Бавио се рестаурацијом и његов најзначајнији рад на том пољу је обнова Катедрале у Кошицама. Поред ње, његово значајно дело је и Вајдахуњад замак у центру Будимпеште.
На јавном конкурсу за Зграду мађарског парламента, победио је његов нацрт. Радови на њеној изградњи отпочели су 1883. и трајали су до 1903. године. Штајндл није дочекао да види њен завршетак, ослепео је и преминуо 31.08.1902. године.
Једно од његових дела је и дворац Шпицерових у Беочину.

## Галерија
- Зграда мађарског парламента у Будимпешти
- Црква свете Елизабете у Будимпешти
- Нова градска већница у Будимпешти
- Вајдахуњад замак у Будимпешти
- Катедрала у Кошицама

## Напомена
1. ↑  Нацрт који је он урадио био је у неоготичком стилу, али је према одлукама скупштине редизајнирао спољашњост у стилу, тада преовлађујућег, неоренесансе.